# Pentax MZ-30
Pentax «MZ-30» — малоформатный однообъективный зеркальный фотоаппарат с автофокусом, выпускавшийся с 2000 до 2006 года в чёрно-серебристом исполнении. В США фотоаппарат известен под названием «ZX-30» и производился с 2000 по 2002 год. Выпускался также в модификации с датирующей задней крышкой.

## Основные характеристики
- Режимы: M (ручной), Av (приоритет диафрагмы), Tv (приоритет выдержки), P (режим программной линии), Paction, Pclose-up, Plandscape, Pnight-scene и Pportrait.
- Встроенный экспонометр.
- Экспокоррекция ±3 EV с шагом — 1/2 EV.
- Блокировка экспозиции.
- Автоспуск — 12 сек.
- Электронный затвор из металлических ламелей с вертикальным ходом 30 — 1/2000 сек, В.
- Питание 6 Вольт: 2 элемента CR2. Дополнительно может быть использован батарейный блок «Fg» с 4 элементами AA.
- Моторная протяжка плёнки с возможностью серийной съемки до 2 к/сек.
- Обратная перемотка плёнки. Функция может срабатывать автоматически при окончании плёнки или вызываться вручную.
- Отображение выдержки и заданного положения диафрагмы в видоискателе.
- ЖКИ-дисплей на верхней панели корпуса.

## Совместимость
«MZ-30» может работать с любыми объективами Pentax, которые могут работать в режиме «А». С прочими объективами (или если на объективе вместо «А» выбрано числовое значение диафрагмы) затвор камеры блокируется. Кроме этого необходимо учесть что:
- существуют объективы, рассчитанные для использования с APS-C-камерами. Такие объективы дадут сильнейшее виньетирование;
- с объективами оснащёнными креплением KAF3 и KF не будет работать автофокус. Подтверждение фокусировки работать будет.